# 具体的有用労働
具体的有用労働(ぐたいてきゆうようろうどう　konkreter nützlicher Arbeit)とは、カール・マルクスが『資本論』にて提示した労働概念である。

## 概説
この術語のごく簡単な意味は、商品の使用価値を生み出す労働のことである。言い換えると、上着を作る裁縫労働、リンネルを作る織物労働のようにある目的をもって物を生み出すことである。この労働の特徴は自然の質料を、人間の欲望や欲求に従って加工するものであり、「何のために」作るのかという合目的的な活動であるということである。例えば、パンを作るのは食欲を満たすためであり、上着を作るのは寒さをしのぐためである。このため、具体的有用労働は対象化の活動でもある。
また、この労働は「質料の形態を変化させうるのみ」で「自然力に支持される」労働である。つまり、自然を素材として、その形を変えるものであるということである。例としては、糸も蚕の繭・綿花・麻・石油といった自然物を素材としなければならず、また糸はこれらの素材の形態変化でしかない。
これらのことから、具体的有用労働は人間の生存条件であり、人間と自然との物質代謝を媒介するための永久的で自然的必然であるとされる。
なお、具体的有用労働と抽象的人間労働との関係については抽象的人間労働の項目を参照のこと。

## 展開
元々はマルクス経済学の術語として用いられてきたが、最近ではマルクス経済学よりもジェームズ・オコンナーやジョン・ベラミー・フォスターらのエコマルクス主義ないしソーシャリスト・エコロジーの立場から注目されることがある。なせなら、具体的有用労働は既に述べたように自然を素材として人間や社会にとって必要なものを生産する活動であるため、人間の労働自身が自然によって制限されることを意味すること、人間と自然との物質代謝において媒介となる労働であるからだ。このため、自然の固有の価値や内在的価値といった環境倫理学・環境哲学との関連で論じられることもある。